# Lac Cawachagamite
Lac Cawachagamite är en sjö i Kanada.   Den ligger i regionen Nord-du-Québec och provinsen Québec, i den östra delen av landet, 700 km norr om huvudstaden Ottawa. Lac Cawachagamite ligger 342 meter över havet. Arean är 30 kvadratkilometer. Den sträcker sig 10,6 kilometer i nord-sydlig riktning, och 12,3 kilometer i öst-västlig riktning.
Omgivningarna runt Lac Cawachagamite är i huvudsak ett öppet busklandskap. Trakten runt Lac Cawachagamite är nära nog obefolkad, med mindre än två invånare per kvadratkilometer.